# Dobrun
Dobrun è un comune della Romania di 1 463 abitanti, ubicato nel distretto di Olt, nella regione storica dell'Oltenia. 
Il comune è formato dall'unione di 5 villaggi: Chilii, Dobrun, Roșienii Mari, Roșienii Mici, Ulmet.
Nel 2003 si sono staccati da Dobrun i villaggi di Bobu e Osica de Jos, andati a formare il comune di Osica de Jos.